# Sebasmia nigra
Sebasmia nigra là một loài bọ cánh cứng trong họ Cerambycidae.